# Die Wolokolamsker Chaussee
Die Wolokolamsker Chaussee (russisch Волоколамское шоссе / Wolokolamskoje schosse) ist ein Roman des sowjetischen Schriftstellers Alexander Bek, der – in den Jahren 1943/1944 geschrieben – 1945 im Heft 3 der Literaturzeitschrift Stern (russisch Звезда / Swesda) erschien. Die Übertragung ins Deutsche von Rahel Strassberg kam 1962 im Ost-Berliner Deutschen Militärverlag heraus.
Vor Moskau im Oktober [genauer: ab dem 15. Oktober] 1941: Von seinem Vorgesetzten, dem Divisionskommandeur Generalmajor Iwan Wassiljewitsch Panfilow – ehemals Kriegskommissar Kirgisiens – gegen Textende befragt, was er nun eigentlich aus den bisherigen Gefechten gegen die Deutschen gelernt habe, erwidert Oberleutnant Baurdshan Momysch-Uly (* 1910; † 1982), der Erzähler und Held des Buches aus Alma-Ata, die „psychologische Kriegführung“. Somit muss der Text als Erziehungsroman im doppelten Sinne gelten: Der General erzieht den Oberleutnant und der wiederum erzieht seine Soldaten. Der Leser darf also kein spannendes „Schlachtengemälde“ erwarten. Es geht vielmehr um das nackte Überleben, die Grundwahrheit jeden Krieges: Entweder ich töte den Gegner oder er tötet mich. Die Untergebenen des Oberleutnants müssen deshalb vor allem ihre Angst vor dem Gegner besiegen. Das hat rigorose Folgen: Wer im Kampf vor dem Feind zurückweicht, kommt nicht vor das Kriegsgericht, sondern wird vor der Front standrechtlich erschossen.

## Überblick
Die titelgebende Wolokolamsker Chaussee führt von Moskau über reichlich hundert Kilometer in nordwestlicher Richtung nach Wolokolamsk. Motorisierte Verbände der Wehrmacht drängen im Oktober 1941 vergeblich über diesen gut befahrbaren Asphalt gen Moskau. An der Beendigung des Blitzkrieges ist unter Rokossowski das erste Bataillon des Talgarer Regiments beteiligt. Der zu Beginn der Handlung 30-jährige kasachische Kommandeur eines Schützenbataillons Oberleutnant der Artillerie [ab 1943 Gardeoberst  und Regimentskommandeur] Baurdshan Momysch-Uly erzählt Alexander Bek seine Erlebnisse aus der Schlacht um Moskau.

## Inhalt
Nach dem Erfolg bei der Wjasma kündigt Hitler den Sturm auf Moskau an. Momysch-Ulys Bataillon, bestehend aus 700 Mann, davon ein Drittel Kasachen – der Rest sind Russen und Ukrainer, muss sieben Kilometer entlang des Rusa-Ufers halten. Die Deutschen stehen um die zwanzig Kilometer westlich vom Bataillon. Eine Gruppe Rotarmisten ohne Rangabzeichen, aus dem Kessel von Wjasma entwichen, überquert die Rusa. Momysch-Uly lässt sie und deren Zugführer, einen 22-jährigen Leutnant wegen Desertion verhaften. Nach einem Gefechts-Alarm, bei dem die Soldaten in Panik geraten und flüchten, lässt er einen Gruppenführer, Sergeant Barambajew, von seiner eigenen Gruppe erschießen. Der Gruppenführer hatte sich selbst nach der Flucht in die Hand geschossen. Der vorgesetzte General billigt das Verhalten des Bataillonskommandeurs. Der General hat die Parole, die Deutschen „aufzureiben“, ausgegeben. „Machen wir ihn [den Deutschen] nieder“, sagt Panfilow zu seinen Offizieren. Die Soldaten fürchten die Deutschen jedoch. Diese Angst der Fußtruppe, die lediglich von einem berittenen Kommandeur geführt wird, ist berechtigt. Der General spricht zu den Soldaten und fragt: „Was ist das: ein Soldat? Ein Soldat hält Disziplin, erweist jedem Vorgesetzten die gebührende Achtung, führt Befehle aus. So ist's mit dem Gemeinen, wie man früher sagte. Doch was ist ein Befehl ohne Soldat? Das ist ein Gedanke, ein Spiel des Verstandes, ein Traum. Der beste, der gescheiteste Befehl bleibt ein Traum, bleibt Phantasie, wenn der Soldat schlecht vorbereitet ist. Die Gefechtsbereitschaft der Armee, Genossen, ist in erster Linie Gefechtsbereitschaft des Soldaten. Der Soldat ist im Krieg die entscheidende Kraft.“ Der Gegner hat Panzer. Sogar die deutsche Infanterie ist motorisiert. Panfilow, der dem Erzähler Momysch-Uly als unnachgiebige Vaterfigur erscheint, rät dem Untergebenen, die Soldaten öfter auf Erkundungsgang zu schicken. Der Kundschafter solle mit eigenen Augen erkennen, dass die Deutschen auch nur Menschen, also keinesfalls gegen ein Bajonett oder eine Gewehrkugel gefeit sind.
Das erste Gefecht endet am 16. Oktober 1941 – 130 Kilometer westlich von Moskau – am zugewiesenen Abschnitt der Frontlinie am Rusa-Ufer mit einem Sieg des Bataillons. Momysch-Uly erwähnt die Unterstützung durch sowjetische Panzerabwehr-Artillerie. Der Bataillonskommandeur hat von seinem General den einen Befehl bekommen, keinen Deutschen auf die Chaussee zu lassen und bei diesem Kampf die eigenen Soldaten notfalls „furchtlos“ aus dem Schützengraben herauszuführen.
Unbekümmert rücken die Deutschen ohne Flankendeckung vor; führen „Unmengen von Granatwerfern“ mit. Das Bataillon wird mit dem Ruf: „Russe, ergib dich!“ von drei Seiten beschossen. Der Zug des Leutnants Brudni wird vom Bataillon abgeschnitten. Das Allerschlimmste geschieht. Der Deutsche fährt auf der Chaussee. Zugführer Brudni hat Verluste, schlägt sich aber mit reichlich vierzig Mann aus dem Kessel zum Bataillon durch. Momysch-Uly schickt den Leutnant in den Kessel zurück. Seine überlebenden Soldaten wollen zum Teil mitgehen, müssen aber auf Befehl des Kommandeurs beim Bataillon bleiben. Später kehrt Brudni mit den Maschinenpistolen zweier Deutscher, die er getötet hat, zurück. Momysch-Uly gibt Brudni zwar nicht den Zug zurück, ernennt ihn aber zum Stellvertreter des Zugführers der Aufklärung.
Am 23. Oktober geht das Bataillon zum Angriff über. Momysch-Uly kann einen unaufhörlich stöhnenden Verwundeten seines Bataillons beruhigen und hört zum ersten Mal in diesem Krieg den Gegner jammern, der dem Bajonettangriff aus dem Weg geht. Das Bataillon ist umzingelt. Momysch-Uly ordnet Rundumverteidigung an und befiehlt den übriggebliebenen 650 Soldaten: Erstens „keiner lässt sich gefangennehmen“. Zweitens, Offiziere haben Feiglinge an Ort und Stelle zu erschießen. Drittens, gekämpft wird bis zur letzten Patrone. Viertens, schließlich ist im Nahkampf durchzubrechen. Keine einfache Befehlsfolge; der Gegner ist in der Überzahl.
Wieder stoßen sowjetische Deserteure zum Bataillon. Diesmal sind es 87 Mann. Wieder werden die Ankömmlinge von Momysch-Uly mit der bekannten Strenge zur Rede gestellt, doch der Kommandeur kann schließlich verzeihen.
Panfilow befiehlt den Ausbruch des Bataillons aus der Einkreisung. Der General braucht Momysch-Uly und seine Truppe in Wolokolamsk. Zwar ist die Munition knapp geworden, aber der Befehl wird ausgeführt. Da der Gegner die Chaussee besetzt hält, schlägt sich das Bataillon durch den jahrhundertealten Wald.

## Form
Momysch-Ulys Erzählung, „die nicht erdacht ist“, erhebt den Anspruch der Authentizität, wenn es um „die Führung der Seelen“ im Kriege geht: Alle Geschichten vom „Massenheroismus“ der Roten Armee gingen laut dem Erzähler an der „heiligen Wahrheit“ vorbei. So müsse es bei einem Sturmangriff der Fußtruppe immer einen Helden geben, der vorangeht. Die anderen folgten nur. Der Bataillonskommandeur schildert den Sturmangriff sogar noch realistischer, einer nach dem anderen der Voranstürmenden fällt im Kugelhagel des Gegners.
Den Ausbruch des Bataillons aus dem Kessel in „geschlossener rhombischer Formation“, während der Gegner mit Salvenfeuer niedergehalten wird, hat Alexander Bek offenkundig künstlerisch überhöht und heroisiert. Der Erzähler Momysch-Uly schließt unbescheiden-heldenhaft: „In jenem kurzen Gefecht [beim Ausbruch aus dem Kessel] hatte ich zum ersten Mal das Gefühl, dass ich nicht nur die Anfangsgründe, sondern auch die Kunst der Kriegführung beherrschte.“

## Verfilmung
- 1967: За нами Москва – wörtlich übersetzt: Hinter uns liegt Moskau (gemeint ist: Die russischen Verteidiger stehen vor der anstürmenden Wehrmacht mit dem Rücken zu Moskau).

## Deutschsprachige Ausgaben

### Erstausgabe
- Alexander Bek: Die Wolokolamsker Chaussee. Erzählung. Aus dem Russischen übertragen von Hilde Angarowa. Globus-Verlag, Wien 1947. 111 Seiten

### Ausgaben
- Alexander Bek: Die Wolokolamsker Chaussee. Aus dem Russischen übersetzt von Rahel Strassberg. Deutscher Militärverlag, Berlin 1962. 277 Seiten
- S. 7–259 in: Alexander Bek: Die Wolokolamsker Chaussee. Aus dem Russischen übersetzt von Rahel Strassberg. Deutscher Militärverlag, Berlin 1971. 569 Seiten (verwendete Ausgabe)
- Alexander Bek: Die Wolokolamsker Chaussee. Aus dem Russischen übersetzt von Rahel Strassberg. Deutscher Militärverlag, Berlin 1973 (3. Auflage, 31. bis 40. Tausend). 568 Seiten
- Alexander Bek:  Die Wolokolamsker Chaussee. Aus dem Russischen übersetzt von Rahel Strassberg. Volk und Welt, Berlin 1980 (Bibliothek des Sieges)

## Adaption
Der Roman Wolokolamsker Chaussee von Bek wurde durch den deutschen Schriftsteller und Dramatiker Heiner Müller als Quelle zu dem gleichnamigen fünfteiligen Textzyklus verwendet. Bei den Teilen I und II sind dabei Motive von Bek die Grundlage. Die Teile III, IV und V wurden von Müller u. a. mit Vorlagen von Anna Seghers, Franz Kafka und Heinrich von Kleist gearbeitet. Alle Textzyklen wurden in der Berliner Volksbühne als Theaterstück inszeniert und über Jahre aufgeführt.